# Вьяданика
Вьяданика (итал. Viadanica) — коммуна в Италии, располагается в регионе Ломбардия, в провинции Бергамо.
Население составляет 1078 человек (2008 г.), плотность населения составляет 205 чел./км². Занимает площадь 5 км². Почтовый индекс — 24060. Телефонный код — 035.
Покровителями коммуны почитаются святой Антоний Великий, святой Иоанн Креститель, празднование 24 июня, и святой Александр из Бергамо, празднование 26 августа.

## Демография
Динамика населения:

## Администрация коммуны
- Официальный сайт: